# Provincie Salamanca
Salamanca je provincie západního Španělska na západě autonomního společenství Kastilie a León (Castilla y León). Hraničí s provinciemi Zamora, Valladolid, Ávila a Cáceres; na západě hraničí s Portugalskem. Má rozlohu 12 349,06 km² a přibližně 328 tisíc obyvatel. Dělí se na 362 obcí, 11 comarcas, 32 mancomunidades (svazků obcí s právní subjektivitou) a pět soudních okresů. Ze 362 obcí je více než polovina tvořena vesnicemi s méně než 300 obyvateli.

## Dějiny
Vetonové se usadili v oblasti současných španělských provincií Salamanca a Ávila a v částech provincií Cáceres, Toledo a Zamora. Byl to předřímský lid s keltskou kulturou. Některé obce mají dodnes název vetonského původu. To je případ měst Salamanca (Salmantica), Ledesma (Bletisama) a Ciudad Rodrigo (Augustobriga). Vetonské vsi bývaly často zakládány na březích řek nebo na horách. Oblast mezi obcemi La Armuña a Salamanca tvořila hranici mezi Vetony a Vaccaei, jiným předřímským lidem v provincii. Ti žili na severovýchodě provincie.

## Geografie
Provincie Salamanca má průměrnou nadmořskou výšku 823 m, ale jsou zde i místa s výškou podstatně větší – 2428 m n. m. Jde o vrchol hory Ceja Canchal v Sierra de Bejar. Nejnižší bod provincie leží 116 m n. m. – jde o nejnižší bod údolí Salto de Saucelle. Za zmínku stojí i horský hřbet Sierra de Francia-Quilamas. Hydrografickou síť provincie tvoří hlavně povodí Duera. Nejdůležitějšími řekami jsou Duero, Tormes, Águeda, Huebra, a Yeltes.
Region je dostatečně zavlažen řadou přehrad a nádrží s celkovým objemem 3400 milionů m³, což je třetí největší zásoba vody ve Španělsku, a překonávají ji jen provincie Badajoz a provincie Cáceres. Zvlášť významná je přehrada Almendra, pět kilometrů od stejnojmenné vsi, postavená v letech 1964–1970. Tvoří součást systému hydroeletráren známou jako Saltos del Duero, který dále tvoří přehrady Castro, Ricobayo, Saucelle a Villalcampo ve Španělsku, a Bemposta, Miranda a Picote v sousedním Portugalsku. Tyto přehrady jsou největším rezervoárem ve Španělsku s plochou 86,5 km2 a 2,5 mld. m3 vody. Přehrada samotná je více než půl kilometru široká a vysoká 202 metrů, takže patří k nejvyšším stavbám ve Španělsku.

## Památky
Jsou zde katolické katedrály v Salamance a v Ciudad Rodrigo. Starou katedrálu v Salamance založil biskup Jeroným z Périgordu ve 12. století a dokončena byla v románsko-gotickém slohu ve 14. století. Je zasvěcena Panně Marii ze Stolce (Santa Maria de la Sede). Nová katedrála v Salamance byla vybudována v 16. až 18. století v pozdně gotickém a barokním slohu. Stavba byla zahájena roku 1513 a katedrála byla vysvěcena r. 1733. Národní památkou byla prohlášena roku 1887.

## Znak provincie
Čtvrceno, 1) v modrém římský chrám o třech sloupech (zlatých) (Ciudad Rodrigo); 2) v modrém 5 zlatých včel, uspořádaných do ondřejského kříže (Béjar); 3) ve stříbře 5 zlatých věží do ondřejského kříže (Peñaranda de Bracamonte); a 4) ve stříbře zkřížené červené pero a stříbrný meč se zl. jilcem, nad nimi modrý antonínský kříž (Vitigudino). Srdeční štít oválný se znakem města Salamanca. (Polceno, v prvním stříbrném poli kamenný most černě spárovaný, na němž stojí černý býk a roste na něm zelený fíkovník. Ve druhém zlatém poli čtyři červené kůly, modrý lem pole s osmi stříbrnými tlapatými křížky. V hlavě stříbrný klín se dvěma přirozenými přivrácenými vyrážejícími lvy – ve znaku provincie má městský znak opačné pořadí polí).
Klenot: otevřená královská koruna.